# Telma Monteiro
Telma Alexandra Pinto Monteiro, född 27 december 1985 i Lissabon, är en portugisisk judoutövare som tävlar i 57-kilosklassen.
I europamästerskapen i judo har Monteiro vunnit guld år 2006, 2007, 2009, 2012 och 2021, silver år 2011 och 2020 samt brons 2004, 2005, 2010, 2013, 2014 och 2018.
I världsmästerskapen i judo har hon tagit silver år 2007, 2009, 2010 och 2014, 2009 samt brons år 2005.